# Gostilj (Srebrenica, BiH)
Gostilj je naselje u općini Srebrenica, Republika Srpska, BiH.

## Stanovništvo
Nacionalni sastav stanovništva 1991. godine, bio je sljedeći:
ukupno: 148
- Srbi - 113
- Bošnjaci - 35